# مارک امبوا
مارک امبوا (انگلیسی: Marc Mboua؛ زادهٔ ۲۶ فوریهٔ ۱۹۸۷) بازیکن فوتبال اهل کامرون بود.
از باشگاه‌هایی که در آن بازی کرده است می‌توان به باشگاه فوتبال فورتونا سیتارد، باشگاه فوتبال الاتحاد، باشگاه ورزشی کامبور، باشگاه فوتبال الاتحاد اسکندریه، باشگاه فوتبال سموحه، و باشگاه ورزشی زمالک اشاره کرد.
وی همچنین در تیم ملی فوتبال کامرون بازی کرده است.